# هری جانسون (ورزشکار)
هری جانسون (انگلیسی: Harry Johnson; ۱۰ اوت ۱۸۸۷ – ۱۶ دسامبر ۱۹۴۷) بوکسور اهل بریتانیا بود.